# Прибалтийская стратегическая оборонительная операция
Прибалти́йская стратеги́ческая оборони́тельная опера́ция — принятое в советской историографии название боевых действий РККА и ВМФ СССР в Литве, Латвии, северо-западных районах РСФСР и Балтийском море c 22 июня по 9 июля 1941 года во время Великой Отечественной войны. В этот период произошли приграничное сражение в Литве и Латвии и контрудар на шяуляйском направлении. Прибалтийская стратегическая оборонительная операция предшествовала Ленинградской стратегической оборонительной операции.

## Территория и период, охваченные операцией

### Территория
Боевые действия сторонами в ходе операции велись на всей территории Литвы, Латвии, южной части Эстонии, Псковской области РСФСР, Балтийском море. Разграничительная линия наступления группы армий «Север» на юге проходила по линии Гольдап-Кайшядорис, южнее наступали в рамках данной операции части группы армий Центр, ещё южнее советские войска проводили Белорусскую стратегическую оборонительную операцию. Севернее линия операции ограничивалась берегом Финского залива, севернее залива советские войска проводили Выборгско-Кексгольмскую оборонительную операцию и вели оборону полуострова Ханко.

### Период
Операция проводилась с 22 июня 1941 года по 9 июля 1941 года.
До операции боевых действий не велось. Непосредственным продолжением операции, без перерыва, стала Ленинградская стратегическая оборонительная операция.

## Планы сторон
Более подробно планы сторон можно посмотреть в статье Прибалтийская стратегическая оборонительная операция (Планы сторон)

### Планы немецкого командования
Наступательная операция германских вооружённых сил, проводимая в Прибалтике являлась составной частью плана «Барбаросса».
В соответствии с этим планом, северной группировке войск в общем виде предписывалось:
…уничтожить силы противника, действующие в Прибалтике. Лишь после выполнения этой неотложной задачи, за которой должен последовать захват Ленинграда и Кронштадта, следует приступать к операциям по взятию Москвы — важного центра коммуникаций и военной промышленности.
Для операции привлекалась группа армий «Север»
В соответствии с директивой по сосредоточению войск группа армий «Север»:
 …"имеет задачу уничтожить действующие в Прибалтике силы противника и захватом портов на Балтийском море, включая Ленинград и Кронштадт, лишить русский флот его баз… Прорывает фронт противника и, нанося главный удар в направлении на Двинск, как можно быстрее продвигается своим усиленным правым флангом, выбросив вперед подвижные войска для форсирования р. Зап. Двина, выходит в район северо-восточнее Опочки с целью не допустить отступления боеспособных русских сил из Прибалтики на восток и создать предпосылки для дальнейшего успешного продвижения на Ленинград."

Кроме того, в операции принимала участие своим левым крылом группа армий «Центр».
Что касается войск группы армий «Центр», то перед ними не стояла задача уничтожения советских войск на северо-западе СССР, однако их удар пришёлся на левый фланг Северо-Западного фронта, что, наряду с развитием собственного наступления, способствовало развитию немецкого наступления в Прибалтике, и что даёт основание относить действия левого фланга войск группы «Центр» к Прибалтийской операции — по крайней мере на её начальном этапе.
Другими словами, операция немецких сил в Прибалтике планировалась по следующем сценарию:
Моторизованные соединения наносят удар из района Тильзита в общем направлении на Даугавпилс, прорывают советскую оборону и захватывают переправы через Западную Двину. Вслед за моторизованными соединениями и южнее их наступают части 16-й армии, прикрывая при этом правый фланг моторизованных частей от удара с юго-востока. Левый фланг группировки — 18-я армия — наступает из района южнее Мемеля в направлении на Ригу, рассекая советские части в Прибалтике. Одна дивизия наступает по побережью Балтийского моря на север. Первым этапом операции должно было быть обеспечено окружение советских войск на участке, ограниченном Балтийским морем и границей Восточной Пруссии с запада, затем по реке Западная Двина до ее нижнего течения и на юге линию окружения должны были сформировать части группы «Центр». Затем наступление основными силами должно было быть продолжено в направлении для 18-й армии Рига-Псков, для 4-й танковой группы и 16-й армии — Даугавпилс — район Опочки, с тем, чтобы потом, повернув часть войск на север, вдоль восточного берега Чудского озера к Финскому заливу полностью отрезать советские войска на территории Эстонии, одновременно частью сил наступая по территории Эстонии с рубежа Западной Двины.
Перед кригсмарине ставились весьма ограниченные задачи, заключавшиеся в целом в выдавливании Балтийского флота в Финский залив; флотские задачи в основном должны были быть решены выполнением задач на суше.

### Планы советского командования
Советский план обороны северо-западных районов СССР состоял в Плане прикрытия территории Прибалтийского Особого военного округа на период мобилизации, сосредоточения и развертывания войск округа. Данный план разрабатывался на основе устаревших представлений о начале войны: военное руководство полагало, что оно будет располагать некоторым временем после объявления войны и статичной обороны на границе.
План отражения агрессии (предполагаемый агрессор — Германия, нападение из Восточной Пруссии) в общем состоял в статичной, насколько возможно жёсткой и упорной обороне на границе, которая прикрывала бы мобилизацию и развёртывание войск округа, с нанесением последующих контрударов и переносом боевых действий на территорию противника.
Согласно Директиве НКО СССР от 22.06.1941 № 3, Северо-Западному фронту предписывалось , прочно удерживая побережье Балтийского моря, нанести мощный контрудар из района Каунас во фланг и тыл сувалкинской группировке противника, уничтожить ее во взаимодействии с Западным фронтом и к исходу 24.6 овладеть районом Сувалки.
Перед Балтийским флотом ставились ограниченные задачи, в основном состоящие из обороны побережья Балтийского моря и островов, а также боевыми действиями на морских коммуникациях.

## Силы сторон

### СССР
Прибалтийское направление прикрывал Северо-Западный фронт в составе 8-й, 11-й и 27-й общевойсковых армий.
- 27-я армия прикрывала территорию от района южнее Либавы на север
- 8-я армия (с севера на юг 10-й стрелковый корпус и 11-й стрелковый корпус) от линии разграничения с 27-й армией до района восточнее Тильзита, имея в ближнем тылу 12-й механизированный корпус
- 11-я армия (с севера на юг 16-й стрелковый корпус и 126-ю, 128-ю стрелковые дивизии) от линии разграничения с 8-й армией до линии разграничения с Западным фронтом, проходящей через Друскининкай, имея в ближнем тылу 3-й механизированный корпус и 29-й стрелковый корпус
- Противовоздушную оборону наиболее важных объектов в границах Прибалтийского военного округа осуществляли войска Северо-Западной зоны ПВО.
- Балтийский флот частично находился в базах Либавы и Риги и в Таллине, частично в Кронштадте

### Германия
Перед началом операции на фронте протяжением 230 километров (от Балтийского моря до Гольдапа) развернулась группа армий «Север» (18-я и 16-я полевые армии и 4-я танковая группа).
Её действия поддерживал 1-й воздушный флот.
- 18-я полевая армия (с севера на юг: 26-й армейский корпус, 207-я охранная дивизия, 1-й армейский корпус) занимала полосу наступления от Мемеля до района немного севернее Тильзита, приблизительно совпадая с полосой 10-го стрелкового корпуса,
- 4-я танковая группа (с севера на юг — 41-й моторизованный корпус, 56-й моторизованный корпус) в районе Тильзита и немного юго-западнее, приблизительно совпадая с полосой 11-го стрелкового корпуса,
- 16-я полевая армия (с севера на юг — 10-й армейский корпус, 28-й армейский корпус, 2-й армейский корпус, 23-й армейский корпус) южнее до Гольдапа, приблизительно совпадая с полосой 16-го стрелкового корпуса.

Южнее, от Гольдапа до Сувалок, на 70-километровом фронте сосредоточилась 3-я танковая группа и часть сил 9-й полевой армии, входивших в группу армий «Центр»:
- 3-я танковая группа (6-й армейский корпус, 39-й моторизованный корпус, 5-й армейский корпус, 57-й моторизованный корпус, 8-й армейский корпус)

## Боевые действия в ходе операции
См. также: Прибалтийская стратегическая оборонительная операция (Хроника)
В 3:40 22 июня 1941 года немецкая авиация нанесла удар по аэродромам, а также по районам сосредоточения и выдвигающимся колоннам войск. В 4:00 началась кратковременная артиллерийская подготовка, после чего немецкие войска перешли в наступление и началось приграничное сражение.
Как и планировалось, 18-я полевая армия наносила удар в общем направлении Шяуляй — Елгава — Рига, частью сил наступая на север по побережью Балтийского моря. С нею соседствовал с юга 41-й моторизованный корпус, находившийся на северном фланге ударной группировки 4-й танковой группы и наносивший удар на Скаудвиле и Шяуляй. На южном фланге 4-й танковой группы действовал 56-й моторизованный корпус, наносивший удар севернее Каунаса с целью быстрого выхода на шоссе Каунас — Даугавпилс. 16-я полевая армия наступала вслед за 56-м моторизованным корпусом несколько южнее, а силами 2-го армейского корпуса — непосредственно на Каунас.
На начало наступления части 8-й армии в основном, исключая 48-ю стрелковую дивизию, заняли свои оборонительные рубежи на границе.
Пограничное охранение в полосе наступления было смято немедленно, а к 12-00 (в основном ранее) 22 июня 1941 года повсеместно оборона советских войск на границе была прорвана. Соединения 8-й армии отходили, в основном, на северо-восток и восток. Главный удар наносили танковые соединения вермахта, прорывая оборону и не останавливаясь для боёв с расчленёнными советскими соединениями, продвигались на восток. Так, уже к концу дня 22 июня 1941 года 56-й моторизованный корпус вышел к реке Дубисса северо-западнее Каунаса в 60-70 километрах от границы и захватил мосты через реку, 41-й моторизованный корпус в разрыве между 90-й и 125-й стрелковыми дивизиями устремился к Шяуляю.
291-я пехотная дивизия вермахта, наступая на север, быстро прорвала боевые порядки 10-й стрелковой дивизии и ударила во фланг 67-й стрелковой дивизии, оборонявшей Лиепаю, но основными силами быстро продвигалась к северу, в направлении Вентспилса, за один день продвинувшись на 65 километров, выйдя на литовско-латвийскую границу в районе Скуодаса и совершив окружение Лиепаи.
См. также Оборона Лиепаи
Таким образом, в результате удара танковых соединений вермахта, в первый же день войны Северо-Западный фронт оказался расчленённым практически по линии разграничения 8-й и 11-й армий. Что касается южного, 56-го моторизованного корпуса, то он вырвался на оперативный простор, и практически не встречая сопротивления, продвигался к Даугавпилсу по дороге от Каунаса. 41-й моторизованный корпус 23 июня 1941 года вступил в бои на подступах к Шяуляю, где заняла оборону 9-я артиллерийская бригада ПТО, совместно с 202-й моторизованной дивизией.
Одновременно с этим, силами 3-го механизированного корпуса и 12-го механизированного корпуса был организован контрудар во фланги 41-го моторизованного корпуса. Приказ о его проведении в соответствии с планом прикрытия государственной границы был отдан ещё в 9:45 22 июня, однако не по группировке противника, наступающей из Сувалок (как это предусматривалось), а по тильзитской группировке. Контрудар проводился 23-25 июня. Таким образом, части 41-го моторизованного корпуса были связаны с фронта обороной 9-й противотанковой бригады, с флангов (в основном с южного) — действиями механизированных корпусов. В целом, контрудар не дал ощутимого результата, хотя и задержал части 41-го корпуса на три дня.
Более подробно о контрударе см. Разеньяйское сражение
В полосе 11-й армии ситуация была ещё сложней: части армии в основном находились в процессе выдвижения к границе. Так, начиная с южного фланга 11-й армии (западнее Друскининкая) до района Вилкавишкиса, приграничную оборону от стыка с Западным фронтом кроме пограничников и сапёров на строительстве укреплений, держали всего 9 батальонов 23-й, 126-й, 128-й стрелковых дивизий и 188-й стрелковой дивизии. Оборона 11-й армии была прорвана ещё быстрее и соединения армии отходили на восток — в её полосе в направлении на Алитус — Вильнюс немецкие войска, в общем, наступали так, как будто бы советских войск в этом районе не было вообще. В основном, не успев занять позиции, подходившие войска уничтожались и рассеивались на марше.

Не было никаких признаков целеустремленного и планового руководства войсками противника в целом — сопротивление оказывалось отдельными разобщенными друг от друга вражескими группами. Многочисленные укрепления были недостаточно обеспечены гарнизонами или же не имели их вовсе. Там, где противник встречался, он оказывал ожесточенное и храброе сопротивление, стоял насмерть.— Из отчёта командования 3-й танковой группы
Однако, даже в этих условиях (и это отмечено немецкими историками) 5-я и 33-я стрелковые дивизии отошли организованно под натиском сил 10-го и 28-го армейских корпусов, не дав себя разбить у границы.
В полосе группы армий «Центр» на Вильнюс и к переправам через Неман устремились 39-й и 57-й моторизованные корпуса. Уже к концу дня 22 июня войска 3-й танковой группы форсировали Неман в районах Алитус (были захвачены два моста) и Меркине (значительно южнее Алитуса), затем немецкие войска продолжили быстрое наступление и 24 июня захватили Вильнюс.
О событиях близ Алитуса 22-23 июня 1941 года см. Сражение за Алитус
В это же время 56-й моторизованный корпус 24 июня вышел к Укмерге, оседлав шоссе на Даугавпилс.
В этот же день, на юге полосы группы армий «Север», части 2-го армейского корпуса вошли в г. Каунас (город ещё раньше был очищен от советских войск отрядами Литовского фронта активистов, поднявшего восстание в первый день войны).
После этого основные силы северного фланга группы армий «Центр» повернули на юго-восток и в Прибалтийской операции участия не принимали.
Оставшиеся, разрозненные соединения 11-й армии отходили на Свенцяны, Дисну, параллельно с наступлением немецких войск. Тылы армии были отрезаны ударом 57-го моторизованного корпуса в Укмерге. Более того: с армией до 30 июня отсутствовала какая-либо связь — при этом связь была прекращена по инициативе командующего фронтом, который счёл, что командир армии генерал-лейтенант В. И. Морозов попал в плен и работает под диктовку врага.
Из телеграммы Г. К. Жукова, в то время Начальника Генерального Штаба, в штаб Северо-Западного фронта:
 "В районе ст. Довгилишки, Колтыняны, леса западнее Свенцяны найдена 11-я армия Северо-Западного фронта, отходящая из района Каунас. Армия не имеет горючего, снарядов, продфуража. Армия не знает обстановки и что ей делать.
На тот момент армия потеряла до 75 % боевой техники и примерно 60 % личного состава, фактически находясь в полуокружении. Остатки армии выходили в начале июля приблизительно в район Полоцка. Штаб и командование 11-й армии из окружения вышли и к 9 июля 1941 года были переброшены в район Пскова.
24 июня командование Северо-Западным фронтом приняло решение об отводе войск фронта на рубеж рек Вента, Шушве, Вилия (река), но 25 июня изменило своё решение и силами 16-го стрелкового корпуса нанесла контрудар на Каунас, который имел частичный успех, но затем советские части были вынуждены отойти на прежние позиции.
В период с 25 июня наступление вражеских войск развивалось в общем в следующем:
Отдельно действующая 291-я пехотная дивизия вела бои за Либаву и наступала на Вентспилс. Основные силы 18-й полевой армии наступали через Елгаву на Ригу. 41-й моторизованный корпус наступал через Паневежис на Екабпилс, 56-й моторизованный корпус, который, прикрывая справа, догоняли части 16-й полевой армии, на Даугавпилс. Южнее Каунаса собственно как такового удара уже не было: там отходили на восток разрозненные части 11-й советской армии. Части 8-й армии по приказу отступали за Западную Двину на север, с организацией промежуточных рубежей обороны Ауце — Вашкай и Биласте — Круминьш, с тем, чтобы занять рубеж обороны от Риги до Ливан по Западной Двине.
Между тем, 25 июня Ставка ГК потребовала организовать новый фронт обороны по рубежу реки Западная Двина, для чего на рубеж слева от отходящих частей 8-й армии выдвигалась 27-я армия, которая должна была занять оборону от рубежа по линии Гулбене — Ливаны. Кроме того, на рубеж обороны перебрасывались 21-й механизированный корпус и 5-й воздушно-десантный корпус. Однако подвижные немецкие моторизованные корпуса не дали организовать полноценный фронт обороны по реке: 26 июня 1941 года 56-й моторизованный корпус с ходу форсировал Западную Двину у Даугавпилса, 29 июня 1941 года 41-й моторизованный корпус — у Крустпилса (вышел к реке ещё 26 июня 1941 года), а 30 июня 1941 года — у Риги.
См. также: Оборона Риги
С выходом немецких войск на рубеж Западной Двины закончилось приграничное сражение в Прибалтике, операция вступила во вторую фазу. Немецкое командование взяло оперативную паузу, которая была связана с тем, что вырвавшимся далеко вперёд моторизованным соединениям для дальнейшего наступления требовалось подождать пехотные части, организовать более или менее сплошной фронт по Западной Двине, наконец, произвести зачистку местности южнее и западнее Западной Двины, где вели боевые действия и пытались вырваться за реку отдельные группы советских войск.
Из дневника Гальдера, начальника Генерального штаба вермахта:
В тылу группы армий «Север» серьёзное беспокойство доставляют многочисленные остатки разбитых частей противника, часть которых имеет даже танки. Они бродят по лесам в тылу наших войск. Вследствие обширности территории и ограниченной численности наших войск в тылу бороться с этими группами крайне трудно.
Советские войска начали отчаянную борьбу за уничтожение плацдармов на Западной Двине. С 26 июня 1941 года по 29 июня 1941 года велись бои за плацдарм у Даугавпилса, которые не увенчались успехом — и более того: советские войска ещё и были отброшены от исходных позиций на расстояние до 40 километров. Но в этих боях, например, и 3-я моторизованная дивизия СС «Тотенкопф» понесла немалые потери: до двух третей личного состава.
29 июня 1941 года командующий Северо-Западным фронтом получил приказ, в соответствии с которым фронт был обязан одновременно с организацией обороны по реке Западная Двина подготовить и занять для обороны рубеж по реке Великая, опираясь на ранее созданные Псковский и Островский укрепленные районы. Для организации обороны прибывали 41-й стрелковый корпус и 1-й механизированный корпус, а также 235-я стрелковая дивизия. 30 июня 1941 года командующий фронтом, по-видимому не поняв приказ или вольно его истолковав, отдал приказ войскам, оборонявшим рубеж реки Западная Двина, отойти в Псковский, Островский и Себежский укрепрайоны, за что немедленно был снят с должности. Когда войска уже находились в движении, вновь назначенный командующий фронтом генерал-майор П. П. Собенников отменил ранее отданные распоряжения и потребовал от отходивших соединений перейти с утра 2 июля 1941 года в наступление в целях восстановления обороны. Результатом этого стало то, что войска оказались не готовыми ни к наступлению, ни к обороне, что было характерно для всех направлений фронта. Противник утром того же дня силами 41-го моторизованного корпуса нанёс удар в стык между 8-й и 27-й армиями, последняя не смогла оказать должного сопротивления и стала отходить на северо-восток в направлении на Опочку, открыв дорогу на Остров и Псков. К исходу дня немецкие части вышли в район 20—25 километров южнее Резекне.
Основные события разворачивались в полосе 27-й армии. Части армии продолжали отступление — 3 июля моторизованные части вермахта возобновили наступление, теперь уже по всему фронту. Немецкие войска взяли Гулбене, отрезав пути отхода 8-й армии за реку Великая и части 8-й армии были вынуждены отступать на север в Эстонию. Теперь Северо-Западный фронт был окончательно разрезан на две половины.
Части 8-й армии с 4 июля по 7 июля отступали более или менее организованно, оторвавшись основными силами от противника и ведя сдерживающие бои, к 7 июля закрепились на рубеже Пярну, северный берег озера Выртсъярв, Тарту, северный берег реки Эмайыги. Этому способствовала передислокация некоторых частей 18-й полевой армии на псковское направление. Вновь на этом участке фронта бои возобновились 8 июля. 217-я пехотная дивизия при поддержке морского десанта 9 июля 1941 года без боя взяла Пярну и устремилась через Марьямаа на Таллин, пройдя за день полпути до Таллина. Однако в период с 9 по 15 июля контрударом войск 8-й армии войска противника были отброшены.
В связи с активным наступлением немецких войск стратегия действий советских войск была несколько изменена: теперь отступающим частям советской армии вменялось изматывание противника активной обороной в ходе планомерного отступления.
Так, 21-й механизированный корпус отступал в Себежский укреплённый район. Туда же устремились части 56-го моторизованного корпуса, которые с боями 4 июля взяли Резекне, с задачей захватить район и удержать его до подхода основных частей 16-й полевой армии. Моторизованные части вермахта наткнулись на ожесточённое советское сопротивление. 56-й моторизованный корпус был вынужден повернуть на Остров, а Себежский район советские войска удерживали до середины июля 1941 года.
На островском направлении положение дел было хуже: утром 4 июля 1-я танковая дивизия 41-го моторизованного корпуса противника достигла южной окраины Острова и с ходу форсировала реку Великая, захватив Остров. В городе держали оборону части 41-го стрелкового корпуса, подошедшего из резерва.
5 июля советские части (111-я стрелковая дивизия и 3-я танковая дивизия) контратаковали врага и выбили немецкие войска из города, но ненадолго: 6 июля немецкие войска вновь вошли в город. Соединения 41-го стрелкового корпуса вынуждены были отходить на Псков, но моторизованные соединения вермахта опять оказались оперативней, и 7 июля прорвав советские арьергарды, выдвинулись к Пскову. 8 июля немецкие войска вновь нанесли удар, отбросив остатки 41-го стрелкового корпуса за реку Великая и оккупировав западную часть Пскова.
Южнее наступал 56-й моторизованный корпус, 8-я танковая дивизия которого 8 июля вышла к реке Великая в районе Пушкинских Гор. Переправы на реке были взорваны, что помешало немецким частям с ходу захватить плацдармы, но при этом некоторые советские части остались на западном берегу реки.
9 июля немецкие части (41-й моторизованный корпус) обошли Псков с востока и оккупировали его, затем продолжили наступление на Струги Красные — Дно.
См. также Оборона Пскова (1941)
56-й моторизованный корпус, переправившись через Великую, начал наступление в направлении на Шимск.
9 июля, с прорывом советской обороны по рубежу реки Великой, закончилась Прибалтийская оборонительная операция, которая без паузы перешла в Ленинградскую оборонительную операцию.

## Действия военно-воздушных сил во время операции
Силы люфтваффе в группе армий «Север» были представлены 1-м воздушным флотом в составе 1-й бомбардировочной эскадры «Гинденбург», 76-й и 77-й бомбардировочных эскадр, 54-й истребительной эскадры «Зелёное сердце», 2-й группы 53-й истребительной эскадры «Туз пик» и 2 разведывательных эскадрилий. Кроме того, в составе люфтваффе входила авиационная группа «Остзее»
В состав ВВС Северо-Западного фронта входили 4-я, 6-я, 7-я, 8-я и 57-я смешанные авиационные дивизии, 312-й разведывательный авиационный полк. ВВС Северо-Западного фронта командовал до 30 июня 1941 года генерал-майор авиации Ионов, Алексей Павлович, затем генерал-майор авиации Куцевалов, Тимофей Фёдорович
Более подробные данные о силах и дислокации военно-воздушных сил сторон можно посмотреть в статье Прибалтийская стратегическая оборонительная операция (Силы сторон)
В первые дни войны удары люфтваффе в основном пришлись по аэродромам ВВС РККА, расположенных на территории Прибалтийского особого военного округа — по советской историографии по 11 аэродромам. Удары люфтваффе оказались неожиданными и застали врасплох руководство ВВС округа, причём в течение нескольких часов после нападения вражеской авиации командование округа запрещало вылетать и уничтожать противника, части ВВС вступили в бой поздно, когда значительная часть самолетов была уже уничтожена противником на земле. Более того: урок первого дня пропал втуне: и в последующие дни руководство частей ВВС допускало наличие больших скоплений самолётов на аэродромах, пренебрегало их маскировкой, что позволило вражеским войскам уничтожать самолёты на земле ещё несколько последующих дней. Так, на аэродроме Пильзино налётом одного бомбардировщика уже 25 июня 1941 года было уничтожено 30 самолётов.
Данные о потерях советских самолётов на земле в первые три дня войны различны:
- По данным исследования «1941 год — уроки и выводы», ВВС Северо-Западного фронта за первые три дня войны лишились 921 самолёта.
- По данным секретного в советское время исследования «Советская авиация в Великой Отечественной войне в цифрах (1941—1945 гг.)» на 24 июня 1941 года ВВС Северо-Западного фронта лишились 508 самолётов.
- В соответствии с донесением от 8 июля 1941 года заместителя начальника 3-го Управления НКО СССР Ф. Я. Тутушкина И. В. Сталину о потерях ВВС Северо-Западного фронта в первые дни войны, при налётах на аэродромы было уничтожено около 50 % самолётов фронта.

Однако при этом, по официальным данным из оперативной сводки штаба Северо-Западного фронта на 22-00 22 июня 1941 года следует, что потери авиации составили 56 уничтоженных самолётов всего и 32 самолёта повреждёнными на аэродромах, что представляется сильно заниженным.
По воспоминаниям гауптмана О. Ката, пилота 54-й истребительной эскадры:
…части его эскадры в первом вылете нанесли сокрушительный удар по советским авиационным частям на аэродроме Ковно (Каунас). Немецкие бомбы обрушились на бомбардировщики СБ-3 (так в тексте) и ДБ-3, выстроенные тесными рядами вдоль взлетной полосы перед своими укрытиями. Немецкие истребители сопровождения Bf 109 атаковали аэродромы вместе с пикирующими бомбардировщиками и уничтожили большую часть советских самолетов на земле. Русские истребители, которым удалось взлететь, были сбиты на взлете или сразу после него.
По воспоминаниям майора фон Коссарта, командира звена 3-й группы бомбардировочной эскадры «Гинденбург»:
… в своей первой атаке 22 июня 1941 г. его группа сбросила бомбы на длинные ряды совершенно незамаскированных самолетов, выстроенных, как на параде, плотными рядами по краям аэродрома Либава (Лиепая). Единственной защитой было одно зенитное орудие на аэродроме и несколько орудий в районе порта, которые не принесли никакого ущерба атакующей стороне. Последующие атаки в этот день и на следующее утро столкнулись с весьма слабой обороной. Немногие советские истребители, находившиеся в воздухе, летали поодиночке безо всяких признаков взаимодействия друг с другом и прекращали атаки сразу, как только Ju 88 открывали ответный огонь.
Так или иначе, в первые дни войны ВВС Северо-Западного фронта понесли тяжёлые потери в том числе и на земле. При этом, за 18 дней операции, по официальной советской версии, авиация Северо-Западного фронта совершила более 8000 вылетов.
Непреложным фактом, даже не вдаваясь в цифры и причины потерь, является то, что немецкая авиация очень быстро установила абсолютное господство в воздухе на этом направлении на протяжении всей операции. Таким образом, наземные части несли большие потери от ничем не прекращающихся бомбардировок с воздуха.
В связи с этим, действия советской авиации в Прибалтике нельзя назвать примерными. Однако, отдельные эпизоды уверенных действий советских ВВС, которые, впрочем, не меняли общей картины, имели место. Так, за 22 июня 1941 года, по разным данным, советские лётчики сбили 12, 19 или 26 самолётов противника. Что касается бомбардировочной и штурмовой авиации, она действовала в основном в интересах наземных войск, совершая штурмовки колонн противника, бомбардировки переправ и несла при этом, будучи слабо прикрытой, огромные потери. Бомбардировок даже ближних тылов и тем более дальних, почти не отмечалось — так за первые дни войны было отмечено два налёта на Мемель и Тильзит, которые не повлекли каких-либо значительных потерь.
По данным исследования «Советская авиация в Великой Отечественной войне в цифрах (1941—1945 гг.)», на 30 июня 1941 года ВВС фронта насчитывали 181 самолёт, на 10 июля 1941 года — к концу операции — 155 самолётов.
В общем, к концу операции обеспеченность материальной частью ВВС фронта кроме как катастрофической, назвать никак нельзя. По данным вышеприведённого донесения на 8 июля 1941 года, укомплектованность самолётами была следующей: 7-я авиадивизия — 21 самолёт (из 188 к началу операции), 8-я авиадивизия — 20 (из 316 к началу операции), 57-я авиадивизия — 12 (из 243 к началу операции).
По отчётам 1-го воздушного флота с 22 июня 1941 года по 13 июля 1941 года силами флота уничтожено 1698 советских самолетов: 487 в воздушных боях и 1211 — на земле.
1-й воздушный флот люфтваффе с 22 по 30 июня 1941 года теряет безвозвратно «от воздействия противника и по неизвестным причинам» 41 самолет.

## Действия военно-морских сил во время операции
Более подробно данные о силах, их количестве и дислокации военно-морских сил можно посмотреть в статье Прибалтийская стратегическая оборонительная операция (Силы сторон)
В целом, в ходе операции действия военно-морских сил противников были достаточно ограничены, в соответствии с теми целями, которые ставились перед флотом командованием.
Более подробно планы флотов можно посмотреть в статье Прибалтийская стратегическая оборонительная операция (Планы сторон)
Боевые действия на море начались ещё 18 июня 1941 года: с этого дня немецкие минные заградители выставляли минные заграждения перед устьем Финского залива северо-восточнее острова Даго, между Поркалла-Удд и Палдиски и от Мемеля до южной оконечности острова Эланд. Кроме того, небольшие заграждения были поставлены торпедными катерами в восточной части Соэлозунда и северной — Моонзунда, перед Ирбенским проливом и перед портами Либава и Виндава.
То же самое начал делать и Балтийский флот в ходе войны и операции, которой война началась — установка минных заграждений в устье Финского залива. К 30 июня 1941 года между полуостровом Ханко и островом Осмуссаар была сформирована минно-артиллерийская позиция, получившая название Центральной. Здесь было поставлено 7 линий мин, в которых насчитывалось 3059 мин и 498 минных защитников.
Минные заграждения силами флота были установлены в Ирбенском проливе. Эскадренными миноносцами «Сердитый», «Сильный», «Стойкий», «Сторожевой», «Энгельс», тральщиком «Фугас» и тремя малыми охотниками было поставлено 480 мин и 40 минных защитников.
Со 2 июля 1941 года началось оборудование Восточной (Гогландской) минно-артиллерийской позиции, специально сформированным отрядом, в составе минных заградителей «Марти» и «Урал», эскадренных миноносцев «Калинин», «Сильный», «Сметливый», «Стерегущий», «Стойкий», сторожевых кораблей «Пурга», «Циклон», тральщиков «Дзержинский», «Менжинский», сетевых заградителей «Вятка», «Онега», двух дивизионов катеров-тральщиков, дивизиона малых охотников и ряда других кораблей.
На суше соединения флота вступили в бой к 20-00 23 июня 1941 года, действиями Либавской военно-морской базы (исключая части ПВО КБФ, которые, понятно, отражали воздушный налёт с самого начала боевых действий). С 23 июня 1941 года по 29 июня 1941 года части базы ведут оборону Либавы, совместно со 67-й стрелковой дивизией . 29 июня 1941 года в Либаву вошли вражеские войска. К тому времени, частично оставшиеся флотские соединения эвакуировались морем, материальная часть, в том числе корабли, находящиеся на ремонте, были взорваны. Больше в ходе операции флот не участвовал в сравнительно крупных сухопутных сражениях. Прибалтийская военно-морская база была эвакуирована из Риги, её силы перешли сначала в Моонзунд (рейд Куйвасту) и Пярну, а затем в Палдиски и Таллин.
С потерей Либавы и Риги, Балтийский флот всё более сдвигался к северу, в конечном итоге сконцентрировашись в Таллине, и таким образом, его участие в Прибалтийской операции оказалось ограниченным, ввиду того, что южная часть Балтийского моря находилась под контролем немецких ВМС. Тем не менее, отдельные частные операции флотом проводились, в частности, устанавливались мины в Рижском заливе, 6 июля 1941 года состоялся бой двух немецких тральщиков и отряда в составе эсминцев «Сердитый», «Сильный», «Энгельс», сторожевиков «Снег» и «Туча» при входе в Рижский залив, закончившийся, в общем, ничем.
В целом, учитывая планы обеих сторон, задачи были выполнены обеими сторонами: немецкий флот не вошёл в Финский залив (к чему он и не стремился на этом этапе войны), с другой стороны, обеспечил за собой контроль южной части Балтики, который в свою очередь обеспечивала надёжность морских коммуникаций. Не совсем полное выполнение Балтийским флотом своих задач было обусловлено сложившейся ситуацией на суше, потерей Рижской и Либавской баз. Позднее, уже во второй половине июля 1941 года, Балтийский флот стал более активен.

### Потери военно-морских сил
Потери с обеих сторон в ходе операции были сравнительно невелики.
Потери кораблей Балтийского флота:
| Корабль                         | Место                 | Дата       | Причина                                                           |
| ------------------------------- | --------------------- | ---------- | ----------------------------------------------------------------- |
| Эскадренный миноносец «Ленин»   | Лиепая                | 24.06.1941 | затоплен экипажем на ремонте                                      |
| Эскадренный миноносец «Гневный» | западнее мыса Тахкуна | 24.06.1941 | повреждён миной, потоплен эскадренным миноносцем «Гордый»         |
| Подводная лодка М-78            | у маяка Ужава         | 23.06.1941 | торпеда U-144                                                     |
| Подводная лодка М-71            | Лиепая                | 23.06.1941 | взорвана                                                          |
| Подводная лодка М-80            | Лиепая                | 23.06.1941 | взорвана                                                          |
| Подводная лодка М-83            | Лиепая                | 25.06.1941 | 23.06. повреждена авиацией, 25.06. взорвана                       |
| Подводная лодка М-99            | южнее острова Утс     | 27.06.1941 | торпеда U-149                                                     |
| Подводная лодка М-81            | пролив Муху-Вяйн      | 01.07.1941 | мина                                                              |
| Подводная лодка С-1             | Лиепая                | 23.06.1941 | взорвана                                                          |
| Подводная лодка С-3             | Ужава                 | 24.06.1941 | торпеды с катеров S35 и S60                                       |
| Подводная лодка С-10            | Мемель                | 29.06.1941 | 26.06. повреждена торпедами с катеров S59 и S60, 29.06. потоплена |
| Подводная лодка «Ронис»         | Лиепая                | 23.06.1941 | взорвана                                                          |
| Подводная лодка «Спидола»       | Лиепая                | 23.06.1941 | взорвана                                                          |
| Тральщик БТЩ-208                | пролив Муху-Вяйн      | 23.06.1941 | мина                                                              |
| Тральщик Т-298 «Иманта»         | бухта Тага-Лахт       | 01.07.1941 | мина                                                              |
| Вспомогательный тральщик Т-47   | Бьерке                | 21.06.1941 | мина                                                              |
| Вспомогательный тральщик ТЩ-101 | маяк Толбухин         | 07.07.1941 | авиационная мина                                                  |
| Торпедный катер № 27 (типа Г-5) | Лиепая                | 23.06.1941 | авиация                                                           |
| Торпедный катер № 47 (типа Г-5) | Ужава                 | 27.06.1941 | торпеды катеров                                                   |
| Морской охотник МО-143          | Мохни                 | 30.06.1941 | мина                                                              |

Потери личного состава Балтийского флота (включая ВВС КБФ):
| Безвозвратные | Санитарные | Всего | Среднесуточные |
| ------------- | ---------- | ----- | -------------- |
| 1278          | -          | 1278  | 71             |

Потери кригсмарине:
2 июля 1941 года на минах подорвался вражеский тральщик «М-3134»
10 июля 1941 года на минах подорвался охотник за подводными лодками «UJ-113».

### Действия морской авиации в ходе операции
В состав морской авиации Балтийского флота входили по одной бомбардировочной, истребительной и смешанной авиационной бригаде, три отдельных полка, 13 отдельных эскдрилий, имевших в своём составе 707 боевых самолётов.
Морская авиация Германии была представлена авиационной группой «Остзее» в составе 806-й бомбардировочной группы и 125-й морской разведывательной группы, имела в своём составе 36 бомбардировщиков и три эскадрильи морских разведчиков.
Более подробно данные о силах морской авиации, их количестве и дислокации можно посмотреть в статье Прибалтийская стратегическая оборонительная операция (Силы сторон)
С началом операции, морская авиация Балтийского флота в основном поддерживала действия сухопутных войск, хотя и совершила некоторое количество вылетов против судоходства противника, однако не добившись каких-либо значимых результатов. При этом, немалое количество истребителей использовались для барражирования над морским пространством, где ровным счётом ничего не происходило.
Так, 24 июня 1941 года 1-й минно-торпедный авиационный полк и 57-й бомбардировочный авиационный полк должны были атаковать немецкий десант, высаженный севернее Либавы. В операции участвовали 36 ДБ-3ф, которые вылетели из аэродрома Беззаботное, и 34 СБ. Поскольку обнаружить десант не удалось, летчики атаковали запасную цель — порт Мемель. На базу вернулись все самолеты, однако каких-либо значительных повреждений порту не было причинено.
25 июня 1941 года ВВС КБФ одержали первую победу в воздушном бою.
29-30 июня 1941 года части ВВС КБФ бомбили части немецкой 4-й танковой группы в Даугавпилсе и Екабпилсе, понесли большие потери, а оставшиеся самолёты получили те или иные повреждения — однако части ВВС КБФ смогли разрушить переправу через Западную Двину.
Авиационная группа «Остзее» напротив, использовалась по прямому назначению: с воздуха устанавливала мины, производила налёты на советские суда и корабли, а также на порты.

## Итоги операции

### Общие итоги
В ходе операции ни одна из сторон полностью не выполнила поставленные цели; точнее сказать вооружённые силы СССР вообще не выполнили своей цели и потерпели поражение, однако и вооружённые силы Германии в полной мере не воплотили в реальность замысел на операцию.
Безусловно, отрицать успехи вооружённых сил Германии невозможно — территориальные приобретения были велики, особенно в восточном направлении от границы. Более того, если планировалось (с позиций территории) два этапа операции — первый этап должен был проходить до Западной Двины, и уже потом второй — южнее и затем восточнее Чудского озера, то план на первом этапе был перевыполнен, немецкие войска, продвигаясь с наибольшей скоростью среди всех групп армий, начавших наступление, уже через три дня вышли за Западную Двину и были готовы продолжать наступление далее. Советские войска последовательно не смогли закрепиться на рубежах рек Неман, Западная Двина, Великая. При этом, был рассечён Северо-Западный фронт, и он же ударом северного фланга группы «Центр», отсечён от Западного фронта. Кроме того, полностью было очищено курляндское побережье Балтийского моря. Но при этом главная задача немецких войск: окружить и уничтожить войска СССР в Прибалтике, выполнена не была. Причин тому было несколько: и сопротивление советских войск, и, местами, планомерный и организованный отход, и, что любопытно, отставание в развёртывании советских войск на границе. Непосредственно на границе войск было немного, подходившие советские войска разворачивались уже за Западной Двиной, куда быстро отходили остатки советских приграничных частей и где организовывался новый фронт обороны. Начальник Генерального штаба генерал Гальдер даже высказал следующее предположение «Исключение составляет, возможно, район перед фронтом группы армий „Север“, где, видимо, действительно заранее был запланирован и подготовлен отход за реку Западная Двина». Контрудары советских войск во фланги группировок заставляли немецкие войска выделять силы для их отражения — которые могли бы быть использованы для формирования кольца окружения и форсирования наступления. Безусловно, в тяжёлых боях на границе и далее советские войска понесли большие потери, однако такого окружения, которое имело место в Белоруссии — с тамошней концентрацией войск вблизи границы — удалось избежать. Советским войскам удалось организовать оборону севернее Западной Двины в южной Эстонии, достаточную для того, чтобы немецкому командованию в конечном итоге, уже после окончания операции, пришлось снимать части с главного, Псковского направления, дабы уничтожить группировку советских войск в Эстонии. И хотя это не помогло удержать Псков и близлежащие районы, немецкие войска были вынуждены на некоторое время остановиться, поскольку для продолжения наступления в Эстонии, на север, вдоль восточного берега Чудского озера, (чтобы полностью отсечь войска СССР в Прибалтике), и на северо-восток, необходима была перегруппировка войск.
Небольшая пауза в наступлении в перспективе позволила организовать Лужский рубеж обороны и оборону Таллина. Для взятия Таллина немецкое командование было вынуждено также выделить части, которые могли бы продолжить наступление на восток по южному берегу Финского залива в общем направлении Нарва — Ленинград.
Что касается левого фланга фронта, то он был вынужден глубоко отступить под натиском частей группы армий «Центр», потеряв огромную территорию, и что, пожалуй, главное — открыв северный фланг Западного фронта, что позволило совершить его быстрое окружение. Но тем не менее, выдвинутыми из резерва соединениями брешь была закрыта, и растянутые по фронту немецкие войска не смогли продолжать активное наступление между Идрицей и Полоцком.
По мнению коллектива (из числа видных военачальников вермахта) авторов книги «Затянувшийся блицкриг»: «Несмотря на такой успех, группе армий „Север“ нигде не удалось окружить и уничтожить какие-либо крупные силы противника.
В целом, можно выделить следующие последствия, негативные для СССР, соответственно позитивные для Германии или наоборот (понятно, что в последнем случае речь идёт о том, что хотя бы что-то удалось сохранить):
Негативные последствия
- потеря значительной территории (Литвы, Латвии, части Эстонии, часть северо-запада РСФСР);
- значительные потери личного состава и вооружения;
- потеря курляндского побережья Балтики и военно-морских баз в Риге и Либаве;
- потеря влияния в южной части Балтийского моря, создание предпосылок для утраты влияния в море вообще;
- окружение частей Западного фронта с севера;
- прорыв укреплённой оборонительной полосы на российско-литовской границе, создание плацдарма для наступления на Ленинград;
- большие потери в авиации и танках; большие потери войск и вооружения 11-й армии.

Позитивные последствия
- сохранение значительной части Эстонии, Моонзундских островов, военно-морской базы в Таллине;
- сохранение Балтийского флота;
- определённый выигрыш времени для укрепления подступов к Ленинграду;

Совокупность всех фактов позволяет утверждать, что результатом операции явилась оперативная победа германских вооружённых сил.

### Потери сухопутных сил РККА
Потери личного состава
Северо-Западный фронт:
| Безвозвратные | Санитарные | Всего  |
| ------------- | ---------- | ------ |
| 73 924        | 13 284     | 87 208 |

Вместе с тем, И. И. Ивлев, основываясь на документах ЦАМО и сведениях из ОБД «Мемориал» приводит другие данные, по которым потери фронта только в боевых частях (без учёта частей боевого обеспечения, таких, как связь, инженерные, дорожные, железнодорожные, химические части и тыловых частей, таких, как строительные, медицинские, ветеринарные, интендантские и прочие) составили:
| Безвозвратные | Санитарные | Всего   |
| ------------- | ---------- | ------- |
| 246 961       | 13 337     | 260 298 |

Потери танковых и механизированных соединений
- 1-й механизированный корпус

| Соединение (подразделение)    | Вооружение на начало операции | Вооружение на конец операции               |
| ----------------------------- | ----------------------------- | ------------------------------------------ |
| 3-я танковая дивизия          | 374 танков и бронемашин       | 4 танка Т-28, 2 КВ и 16 БТ (на 15.07.1941) |
| 163-я моторизованная дивизия, | 254 танков и бронемашин       |                                            |

- 3-й механизированный корпус

| Соединение (подразделение)   | Вооружение на начало операции | Вооружение на конец операции |
| ---------------------------- | ----------------------------- | ---------------------------- |
| 2-я танковая дивизия         | 315 танков и бронемашин       | 0                            |
| 5-я танковая дивизия         | 344 танков и бронемашин       | 0                            |
| 84-я моторизованная дивизия, | 197 танков и бронемашин       | ?                            |

- 12-й механизированный корпус

| Соединение (подразделение)    | Вооружение на начало операции | Вооружение на конец операции                                                                   |
| ----------------------------- | ----------------------------- | ---------------------------------------------------------------------------------------------- |
| 23-я танковая дивизия         | 398 танков и бронемашин       | потерян 201 танк без учёта бронемашин                                                          |
| 28-я танковая дивизия         | 354 танков и бронемашин       | потеряно 144 танка без учёта бронемашин, в наличии на 07.07.1941 58 танков, из них исправных 2 |
| 202-я моторизованная дивизия, | 122 танков и бронемашин       | на 14.08.1941 2 КВ и 5 БТ-7                                                                    |

- 21-й механизированный корпус

| Соединение (подразделение)    | Вооружение на момент начала участия в операции | Вооружение на конец операции                          |
| ----------------------------- | ---------------------------------------------- | ----------------------------------------------------- |
| Всего в корпусе               | 98 танков из них 30 огнемётных                 | потери к 24.07.1941: 48 танков и 25 бронеавтомобилей. |
| 42-я танковая дивизия         | ?                                              |                                                       |
| 46-я танковая дивизия         | ?                                              |                                                       |
| 185-я моторизованная дивизия, | ?                                              |                                                       |

### Потери сухопутных сил вермахта и СС
Достоверна известна цифра потерь личного состава группы армий «Север» на 2 августа 1941 года: 42 тысячи человек, однако представляется, что в основном потери группы составили потери уже после 10 июля 1941 года.

## Документы
- Донесение заместителя начальника 3-го Управления НКО СССР Ф. Я. Тутушкина И. В. Сталину о потерях ВВС Северо-Западного фронта в первые дни войны
- Перечень № 5 стрелковых, горнострелковых, мотострелковых и моторизованных дивизий, входивших в состав действующей армии в годы Великой Отечественной войны (недоступная ссылка)
- Перечень № 7 управлений бригад всех родов войск, входивших в состав действующей армии в годы Великой Отечественной войны (недоступная ссылка)
- Перечень № 12 авиационных полков военно-воздушных сил Красной Армии, входивших в состав Действующей армии в годы Великой Отечественной войны 1941—1945 гг.
- Перечень № 13 артиллерийских, миномётных, зенитно-пулемётных, полков и полков ПВО железнодорожных эшелонов, входивших в состав Действующей армии в годы Великой Отечественной войны 1941—1945 гг.
- Перечень № 15 танковых, самоходно-артиллерийских и мотоциклетных полков со сроками их вхождения в состав действующей армии в годы Великой Отечественной войны 1941—1945
- Перечень № 19 органов управления, соединений, кораблей, частей и учреждений Краснознамённого Балтийского флота, Ладожской военной флотилии и Ильменского отряда кораблей входивших в состав действующей армии в период Великой Отечественной войны (недоступная ссылка)
- Перечень № 27 инженерных частей (отдельных батальонов, рот, отрядов), со сроками вхождения их в состав действующей армии в годы Великой Отечественной войны 1941—1945